# Discriminante de um corpo de números algébricos

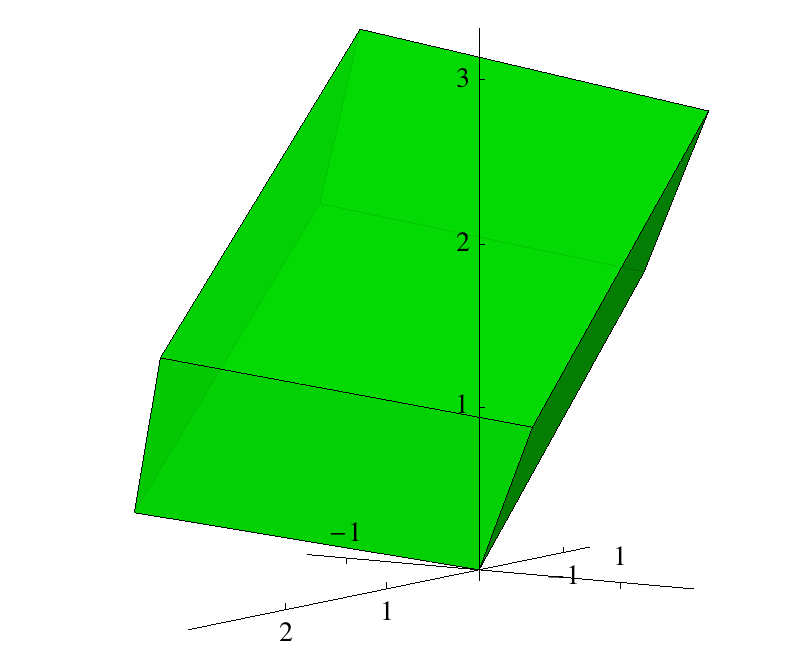
Um domínio fundamental do anel de inteiros do corpo K obtido a partir de Q adjunto uma raiz de x^{3} − x^{2} − 2x + 1. Este domínio fundamental é um subconjunto do espaço K ⊗_{Q} R. O discriminante de K é 49 = 7^{2}. Consequentemente, o volume do domínio fundamental é 7 e K é apenas ramificado em 7.

Em matemática, o discriminante de um corpo de números algébricos é um invariante numérico que, grosso modo, mede o tamanho do (anel de inteiros do) corpo. Mais especificamente, o discriminante é proporcional ao volume ao quadrado do domínio fundamental do anel de inteiros, e caracteriza quais primos se ramificam no corpo.
O discriminante é um dos invariantes mais básicos de um corpo de números e ocorre em várias fórmulas analíticas importantes, como a equação funcional da função zeta de Dedekind de K e a fórmula do número de classes para K. Um teorema de Hermite afirma que existe apenas um número finito de corpos de números com discriminante prescrito, no entanto, determinar essa quantidade precisamente ainda é um problema em aberto e o assunto da pesquisa atual.
O discriminante de K pode ser referido como o discriminante absoluto de K, para distinguí-lo da noção de discriminante relativo de uma extensão K/L de corpos de números. Este último é um ideal no anel de inteiros de L e, assim como o discriminante absoluto, indica quais primos de L são ramificados em K. Esta é uma generalização do discriminante absoluto, permitindo que L seja maior que Q; de fato, quando L = Q, o discriminante relativo de K/Q é o ideal principal de Z gerado pelo discriminante absoluto de K.

## Definição
Seja K um corpo de números algébricos e seja OK seu anel de inteiros. Seja b1, ..., bn uma base integral de OK (ou seja, uma base como um Z-módulo), e seja {σ1, ..., σn } o conjunto de mergulhos de K no números complexos (isto é homomorfismos de anel injetores K → C). O discriminante de K é o quadrado do determinante da matriz n-por-n B cuja entrada (i, j) é dada por σi(bj). Simbolicamente,
{\displaystyle \Delta _{K}=\det \left({\begin{array}{cccc}\sigma _{1}(b_{1})&\sigma _{1}(b_{2})&\cdots &\sigma _{1}(b_{n})\\\sigma _{2}(b_{1})&\ddots &&\vdots \\\vdots &&\ddots &\vdots \\\sigma _{n}(b_{1})&\cdots &\cdots &\sigma _{n}(b_{n})\end{array}}\right)^{2}.}
Equivalentemente, o traço de K para Q pode ser usado. Mais especificamente, defina a forma do traço como a matriz cuja entrada (i, j) dada por TrK/Q(bibj). Essa matriz é igual a BTB, e então o discriminante de K é o determinante dessa matriz.

## Exemplos
- Corpos de números quadráticos: se d um inteiro livre de quadrados, então o discriminante de {\displaystyle K=\mathbf {Q} ({\sqrt {d}})} é dado por[2]

{\displaystyle \Delta _{K}=\left\{{\begin{array}{ll}d&{\text{if }}d\equiv 1{\pmod {4}}\\4d&{\text{if }}d\equiv 2,3{\pmod {4}}.\\\end{array}}\right.}
Um inteiro que ocorre como discriminante de um corpo de números quadráticos é chamado de discriminante fundamental.
- Corpos ciclotômicos: sejam n > 2 um inteiro, ζ n uma n-ésima raiz primitiva da unidade, e Kn = Q(ζn) o n-ésimo corpo ciclotômico. O discriminante de Kn é dado por[2][4]

{\displaystyle \Delta _{K_{n}}=(-1)^{\varphi (n)/2}{\frac {n^{\varphi (n)}}{\displaystyle \prod _{p|n}p^{\varphi (n)/(p-1)}}}}
Onde {\displaystyle \varphi (n)} é a função totiente de Euler, e o produto no denominador percorre os primos p que dividem n.
- Base de potências: No caso em que o anel de inteiros tem uma base integral de potência, ou seja, pode ser escrito como OK = Z[α], o discriminante de K é igual ao discriminante do polinômio mínimo de α. Para ver isso, pode-se escolher a base integral de OK como sendo b1 = 1, b2 = α, b3 = α2, ..., bn = αn−1. Assim, a matriz na definição é a matriz de Vandermonde associada a αi = σi(α), cujo quadrado do determinante é igual a

{\displaystyle \prod _{1\leq i<j\leq n}(\alpha _{i}-\alpha _{j})^{2}},
exatamente a definição do discriminante do polinômio mínimo.
- Seja K = Q(α) o corpo de números obtido adjuntando uma raiz α do polinômio x 3 − x2 − 2x − 8. Este foi o primeiro exemplo dado por Richard Dedekind de um corpo de números cujo anel de inteiros não possui uma base de potências. Uma base integral é dada por {1, α, α(α+1)/2} e o discriminante de K é − 503. [5] [6]
- Discriminantes repetidos: o discriminante de um corpo quadrático identifica-o exclusivamente, mas isso não é verdade em geral para corpos de números de grau maior. Por exemplo, existem dois corpos cúbicos não-isomorfos de discriminante 3969. Estes são obtidos adjuntando uma raiz dos polinômios x3 − 21x + 28 ou x3 − 21x − 35, respectivamente.[7]

## Resultados básicos
- Teorema de Brill : [8] O sinal do discriminante é dado por (−1)r2, onde r2 é o número de pares de mergulhos complexos de K em C. [9]
- Um primo p ramifica em K se e somente se p divide ΔK.[10]
- Teorema de Stickelberger:[11]

{\displaystyle \Delta _{K}\equiv 0{\text{ ou }}1{\pmod {4}}.}
- Cota de Minkowski: [12] Seja n o grau da extensão K/Q e r2 o número de pares de mergulhos complexos de K em C, então

{\displaystyle |\Delta _{K}|^{1/2}\geq {\frac {n^{n}}{n!}}\left({\frac {\pi }{4}}\right)^{r_{2}}\geq {\frac {n^{n}}{n!}}\left({\frac {\pi }{4}}\right)^{n/2}.}
- Teorema de Minkowski: [13] Se K é diferente de Q, então |ΔK| > 1 (segue diretamente da cota de Minkowski).
- Teorema de Hermite–Minkowski:[14] Seja N um inteiro positivo. Existe apenas um número finito de corpos de números algébricos K (a menos de isomorfismo) com |ΔK| < N. Novamente, isso segue da cota de Minkowski junto com o teorema de Hermite (de que existe apenas um número finito de corpos de números algébricos discriminante prescrito).

## História

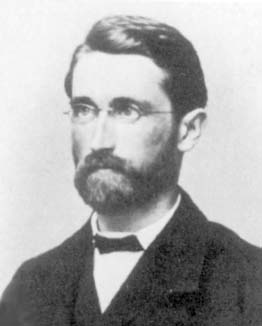
Richard Dedekind mostrou que todo corpo de números possui uma base integral, permitindo-lhe definir o discriminante de um corpo de números arbitrário.

A definição original de discriminante de um corpo de números algébricos geral K foi dada por Dedekind em 1871. Nesse ponto, ele já conhecia a relação entre o discriminante e ramificação.
O teorema de Hermite antecede a definição geral do discriminante, com Charles Hermite publicando sua demonstração em 1857. Em 1877, Alexander von Brill determinou o sinal do discriminante. Leopold Kronecker enunciou pela primeira vez o teorema de Minkowski em 1882, embora a primeira demonstração tenha sido dada por Hermann Minkowski em 1891. No mesmo ano, Minkowski publicou seu limite sobre o discriminante. Perto do final do século XIX, Ludwig Stickelberger obteve seu teorema sobre o resíduo do módulo discriminante quatro.

## Discriminante relativo
O discriminante definido acima é algumas vezes referido como o discriminante absoluto de K para distingui-lo do discriminante relativo ΔK/L de uma extensão de corpos de números K/L, que é um ideal em OL. O discriminante relativo é definido de forma semelhante ao discriminante absoluto, mas deve-se levar em consideração que os ideais em OL podem não ser principais e que pode não haver uma OL-base de OK. Seja {σ1, ..., σn } o conjunto de mergulhos de K em C que são a identidade em L. Se b1, ..., bn é uma base qualquer de K sobre G, e seja d(b1, ..., bn) o quadrado do determinante da matriz N-por-N cuja entrada (i, j) é igual a σi(bj). Então, o discriminante relativo de K/L é o ideal gerado pelos d(b1, ...,bn) conforme {b1, ..., bn} varia sobre todas as bases integrais de K/L (ou seja, bases com a propriedade que bi ∈ O K para todo i). Alternativamente, o discriminante relativo de K/L é a norma do diferente de K/L. Quando L = Q, o discriminante relativo ΔK/Q é o ideal principal de Z gerado pelo discriminante absoluto ΔK. Em uma torre de corpos K/L/F, os discriminantes relativos são relacionados por
{\displaystyle \Delta _{K/F}={\mathcal {N}}_{L/F}\left({\Delta _{K/L}}\right)\Delta _{L/F}^{[K:L]}}
onde {\displaystyle {\mathcal {N}}} denota norma relativa.

### Ramificação
O discriminante relativo controla a ramificação da extensão de corpos K/L. Um ideal primo p de L se ramifica em K se, e somente se, este divide o discriminante relativo ΔK/L. Uma extensão é não-ramificada se, e somente se, o discriminante for o ideal trivial. A cota de Minkowski acima mostra que não há extensões não-triviais não-ramificadas de Q. Os corpos maiores do que Q podem ter extensões não-ramificadas: por exemplo, para qualquer corpo com número de classes maior que um, seu corpo de classes de Hilbert é uma extensão não-trivial não-ramificada.

## Discriminante-raiz
O discriminante-raiz de um corpo de números K de grau n é definido pela fórmula
{\displaystyle \operatorname {rd} _{K}=|\Delta _{K}|^{1/n}.}
A relação entre discriminantes relativos em uma torre de corpos mostra que o discriminante-raiz não muda em uma extensão não-ramificada.

### Cotas inferiores assintóticas
Dados números racionais não negativos ρ e σ, não ambos nulos, e um inteiro positivo n tal que o par (r, 2s) = (ρn, σn) está em Z×2Z, seja αn(ρ, σ) o ínfimo de rdK conforme K varia sobre corpos de números de grau n com r mergulhos reais e 2s mergulhos complexos, e seja α(ρ, σ) = liminfn→∞ αn(ρ, σ). Então
{\displaystyle \alpha (\rho ,\sigma )\geq 60.8^{\rho }22.3^{\sigma }} ,
e a hipótese de Riemann generalizada implica a cota mais forte
{\displaystyle \alpha (\rho ,\sigma )\geq 215.3^{\rho }44.7^{\sigma }.} 
Há também uma cota inferior que vale para todo grau, não apenas assintoticamente: para corpos totalmente reais, o discriminante-raiz é >14, com exatamente 1229 exceções.

### Cotas superiores assintóticas
Por outro lado, a existência de uma torre de corpos de classes infinita pode dar cotas superiores para os valores de α(ρ, σ). Por exemplo, a torre de corpos de classes infinita sobre Q (√-m) com m = 3·5·7·11·19 produz corpos de grau arbitrariamente grande com discriminante-raiz 2√m ≈ 296,276, e então α(0,1) < 296,276. Usando torres "tamely ramified", Hajir e Maire mostraram que α(1,0) < 954,3 e α(0,1) < 82,2, melhorando as cotas anteriores de Martinet.

## Relação com outras quantidades
- Quando mergulhado em {\displaystyle K\otimes _{\mathbf {Q} }\mathbf {R} }, o volume do domínio fundamental de OK é {\displaystyle {\sqrt {|\Delta _{K}|}}} (às vezes uma medida diferente é usada e o volume obtido é {\displaystyle 2^{-r_{2}}{\sqrt {|\Delta _{K}|}}}, onde r 2 é o número de mergulhos complexos de K em C).
- Devido a aparecer como volume, o discriminante também aparece na equação funcional da função zeta de Dedekind de K e, portanto, na fórmula do número da classes e no teorema de Brauer–Siegel.
- O discriminante relativo de K/L é o condutor Artin da representação regular do grupo de Galois de K/L. Isso fornece uma relação com os condutores Artin dos caráteres do grupo de Galois de K/L, chamada de fórmula do condutor-discriminante.[30]